# Gölnic
A Gölnic (szlovákul Hnilec, németül Göllnitz) a Hernád jobb oldali mellékfolyója Szlovákiában.
Az Alacsony-Tátrában, a Király-hegy (Kráľova hoľa) keleti tövében ered, Garamfőtől északra. Kanyargós folyással keletnek veszi útját a szépségéről ismeretes Sztracenai-völgyön keresztül. Ezután kelet-délkeletre fordul, és Merény, Svedlér, Szepesremete érintésével – miután az utóbbi községnél egyetlen nagyobb mellékvizét, a Szomolnoki-patakot jobb oldalról magába vette – északkeletnek veszi útját. Végül Gölnicbányát elhagyva Margitfalvánál a Hernádba, pontosabban az azon lévő Óruzsini-víztározóba ömlik. 
Völgyének esése igen nagy. A Gölnic völgye azelőtt a gömör-szepesi vasbányászat egyik főközpontja volt; a 19. század végén a bányászat tetemesen visszaesett, a korábban gazdag és népes bányavárosok és községek mindjobban elnéptelenedtek.

## Turizmus
A Szlovák Paradicsomban futó folyón található Imrikfalvi-víztározó fontos turisztikai centrum és vízügyi létesítmény. A Sztracenai-völgyben található a Dobsinai-jégbarlang.

## Települések a folyó mentén
- Sztracena (Stratená)
- Imrikfalva (Dedinky)
- Hollópatak (Mlynky)
- Nyilas (Hnilec)
- Merény (Nálepkovo)
- Svedlér (Švedlár)
- Szepesremete (Mníšek nad Hnilcom)
- Nagykuncfalva (Helcmanovce)
- Prakfalva (Prakovce)
- Gölnicbánya (Gelnica)
- Zakárfalva (Žakarovce)
- Jekelfalva (Jaklovce)
- Margitfalva (Margecany)